# Friedrich Wilhelm August Fröbel
Friedrich Wilhelm August Fröbel (o Froebel) (Oberweissbach, (Turíngia) 1782 - Marienthal (per Bad Liebenstein), 1852) fou un pedagog alemany.
Les idees fröbelianes sobre l'educació, i especialment de l'educació de la primera infància, esdevingueren la referència en el camp de la pedagogia des de 1870 fins a la Primera Guerra Mundial i l'aparició dels nous plantejaments en el segle xx. Tot i ser més conegut per la seva proposta d'educació infantil, és autor d'una teoria educativa fonamental basada en l'espiritualisme i l'idealisme. També fou creador i director d'institucions situades a l'avantguarda educativa del seu temps.

## Biografia
I. 1782 -1799. Infància, escola i natura
Friedrich Fröbel visqué la infantesa a Oversweissback, un poble de Schwarzburg-Rudolstad, en plens boscos de Turíngia, Alemanya. Una pròspera vila dedicada al comerç de la fusta i de les aplicacions medicinals i industrials de la seva rica flora. Fill d'un estricte i rigorós pastor luterà i d'una mare que morí pocs mesos després del part. D'ell tingueren cura els seus germans grans. El 1785, quan tenia quatre anys el seu pare es casà novament, però rebé poca atenció de la seva madrastra. Tot plegat portà al petit Fröbel vers la introspecció. A la seva autobiografia parlarà de la seva primera infantesa com de "les albades horribles dels meus primers anys». A aquest abandonament afectiu hi respongué amb una actitud negativa, d'indocilitat i egocèntrica. La qual el seu pare interpretà com a senyal de poca intel·ligència.
El Fröbel infant viu, doncs, en un desert emocional i afectiu que intenta emplenar amb llargues estones de contemplació de la natura. Fröbel trobà refugi en la religió i la naturalesa i, les quals segons ell mateix diu foren el fogar i l'inici de la seva vida espiritual.
A deu anys les seves circumstàncies canviaren, ja que l'oncle matern i també pastor luterà Hofmann de Stadt-Ilm, conscient de la infelicitat de l'infant se l'emportà a viure amb ell. Això transformà la vida de Fröbel. Així, des del 1792, va a viure a Stadt-Ilm acollit afectuosament. A aquella casa també hi vivia la sogra del pastor, ja que la seva muller i el seu fill havien mort. Aquesta dona va fer de mare a Friederich i li feu canviar la forma de veure la vida amb la seva bondat i la seva actitud maternal. Així, entre els deu i els quinze anys Fröbel visqué una vida tranquil·la entre la casa, l'escola i la natura que va afavorir la recerca de si mateix, el despertar espiritual i el gaudi de la bellesa de la natura i de les coses. El mateix Fröbel escriu que a Stadt-Ilm va recuperar l'equilibri i «conegué la llibertat de l'esperit i retornà el vigor al seu cos».
Després d'aquests anys, retornà a la casa paterna i es platejà la seva vida professional. El pare continuava pensant que Friederich era una persona poc dotada. Això sumat a l'escassetat de recursos familiars, que ja sustentaven l'educació universitària de dos fills, fan que el pare l'orienti cap a un ofici en un àmbit que li agrada: el bosc. Així esdevingué ajudant d'un inspector forestal a Johani. Prop del qual Fröbel d'una manera quasi autodidacta aprengué cartografia, astronomia, perfeccionà les matemàtiques i s'apassionà per la botànica. També tornar a emprendre les seves consideracions sobre l'origen i sentit de la naturalesa i de tota la creació. Fröbel remarcarà més tard com l'influí aquesta llarga estada al bosc.
II. 1799 – 1805. Universitat de Jena i Schelling. Descobrir la vocació
Acabat l'aprenentatge el 1799, un viatge a Jena per portar diners al seu germà estudiant el feu descobrir la vida cultural i acadèmica de la universitat en uns anys on ensenyaven allà Friedrich von Schiller i Friedrich Schelling Schelling. El pensament d'aquest darrer, que predicava la unitat entre natura i esperit, és ben present en la pedagogia de Fröbel i en el seu plantejament de la identitat simultània de naturalesa i esperit. Per a Fröbel, tot l'univers és l'Absolut que es desplega a si mateix. Tornà a Jena l'any següent com estudiant per cursar filosofia i mineralogia. Però va tenir problemes per pagar l'estada i acabà a la presó per impagament l'any 1800. El seu pare saldà el deute a càrrec de la part que li pertocaria en herència. Fröbel tornà a Oversweissback per la primavera de 1801. Marxà a treballar a Hildebur, però, un temps després, el seu pare emmalaltí greument i Friederich retornà per ajudar-lo i tenir-ne cura fins a la mort. Segons narra Fröbel, en aquest període es produí una recomposició de les seves relacions. El febrer de 1802, morí el seu pare i Fröbel reprengué la seva vida treballant d'agrimensor.
També entre 1894 i 1805 administrà una propietat rural. Es traslladà a Frankfurt, amb vint-i-tres anys on conegué Antoni Gruner un deixeble de Pestalozzi que li oferí fer de professor a l'escola d'educació secundària. Allà, en contacte amb les propostes pedagògiques pestalozzianes, descobrí la seva autèntica vocació: ser mestre. Aviat, marxà a Yverdon per conèixer de primera mà l'obra educativa de Pestalozzi.
III. Formant-se críticament prop de Pestalozzi. Nous estudis universitaris
De tornada a Frankfurt, participa activament en les labors de l'escola d'Antoni Gruner. Però volent aprofundir en els nous enfocaments educatius accepta ser el tutor dels fills de l'aristocràtica família Holzhausen. Es traslladà, de nou, a Yverdon dos anys amb els fills de la casa que foren alumnes de l'escola pestalozziana. On ell treballava amb l'equip de col·laboradors de Pestalozzi. Allà Fröbel participà en les seves activitats i recerques, multiplicà els seus assajos i pren notes.
Fervent admirador de Pestalozzi, aprofundeix críticament en el mètode pestalotzzià tot advertint que era necessari fer-hi esmenes i correccions per millorar-lo. Com ara la necessitat d'atendre educativament la primera infància. A Fröbel i a Pestalozzi els uneix la preocupació per assolir d'una formació global del nen que abraci «el cap, el cor i la mà» i la convicció del paper preponderant de l'educació materna. El Llibre de les mares, escrit per Pestalozzi l'any 1805, influirà notablement Fröbel i molt particularment en la seva pedagogia del joc i del Jardí d'Infants que considerarà com una continuació de l'obra del pedagog suís.
Més endavant renuncia a la feina de tutor dels von Holzhausen i aprofita una petita herència per aprofundir a l'estudi de les llengües orientals, l'economia i les ciències naturals a les universitats de Göttingen i Berlín on ensenyen Fichte i Schleimacher. L'estudi dels minerals l'induïren a representar simbòlicament amb una esfera la unitat entre tot el que és natural amb tot el que és espiritual.
IV. 1813 - 1814. Participació en la guerra d'alliberament
Però la invasió napoleònica de 1813 i la batalla de Lipsia estronquen el curs de la vida de Fröbel. Això el portarà a ser voluntari a la guerra (1813 -1814). Fröbel s'enrolà perquè li semblava inconcebible que un jove com ell no anés a defensar la pàtria. Tot preguntant-se com podria dedicar-se a l'educació sense prèviament complir amb el sagrat deure d'oferir la seva sang i la seva vida. A l'exèrcit conegué a dos joves teòlegs Wilhelm Middendorf (1793-1853) i Heinrich Langenthal (1792-1879), soldats com ell. Els quals esdevindrien inseparables col·laboradors seus en les empreses educatives futures.
V. 1816 1831. La creació de la seva primera escola a Keilhau
L'any 1816, Fröbel funda, amb els seus esmentats amics Middendorf i Langenthal, un internat per a nois, anomenat Allgemeine deutsche Erziehungsanstalt (Institut General Germànic d'Educació) establert des de 1817 a Keilhau a Turíngia. Aquest internat acollí de fet un petit nombre de nois (els nebots de Fröbel ara sota el seu càrrec i poc més), però en poc temps acollirà un gran nombre de nois. Fröbel plantejarà allà un tipus d'educació que aplega molt d'allò que la vida li havia negat: una educació culta i harmoniosa i un acolliment afectuós per a la infància.
És a Keilhau que Fröbel escriurà la seva obra mestra, L'educació de l'home. Publicada l'any 1826, desenvolupa una noció central de la seva pedagogia la «unificació de la vida». La qual se situa com una continuació de la «filosofia de les esferes» elaborada ja a l'època dels seus estudis a Göttingen: la realitat, encara que contradictòriament, tendeix sempre a la unitat, que es manifesta en Déu. «Déu és el principi d'unitat immanent al mateix temps en la natura externa i en l'esperit interior, en última instància, a la vida que uneix a tots dos més enllà de la seva oposició». L'educació ha d'ajudar, doncs, a la mediació, a la integració del jo i de l'objecte, de l'interior i de l'exterior; aquesta idea és també a la base de la seva concepció del joc abordada més tard.
Davant les dificultats polítiques per les seves idees liberals, Fröbel emigrarà a Suïssa.
V. 1831 – 1836. La creació d'escoles a Suïssa i Alemanya
Reconegut internacionalment com a pedagog, Fröbel fou convidat a Suïssa per dirigir un institut educatiu privat al cantó de Lucerna. La seva pedagogia despertà l'oposició de determinats àmbits catòlics, els quals sol·licitaren al govern la creació d'un centre educatiu públic. Aquest projecte no s'acceptà. Ben al contrari, el govern confiarà Fröbel, el 1834, la direcció d'un curs de formació de professorat. El 1835 dirigirà l'hospici i escola primària de Berthoud. Encarant l'educació dels infants per anar construint una humanitat en consonància amb la natura i fomentant l'espiritualitat.
A causa de la malaltia de la seva dona, Fröbel retornà a Alemanya el 1836 i es va establir a Bad Blankenburg (Turíngia). L'any següent creà l'"Institut per donar resposta a les necessitats d'activitat del nen i el jove» que es dedicà a crear i fabricar joguines i elements didàctics i que tingué una important demanda.
VI. 1839 - 1848 El Kindergarten o Jardí d'Infants

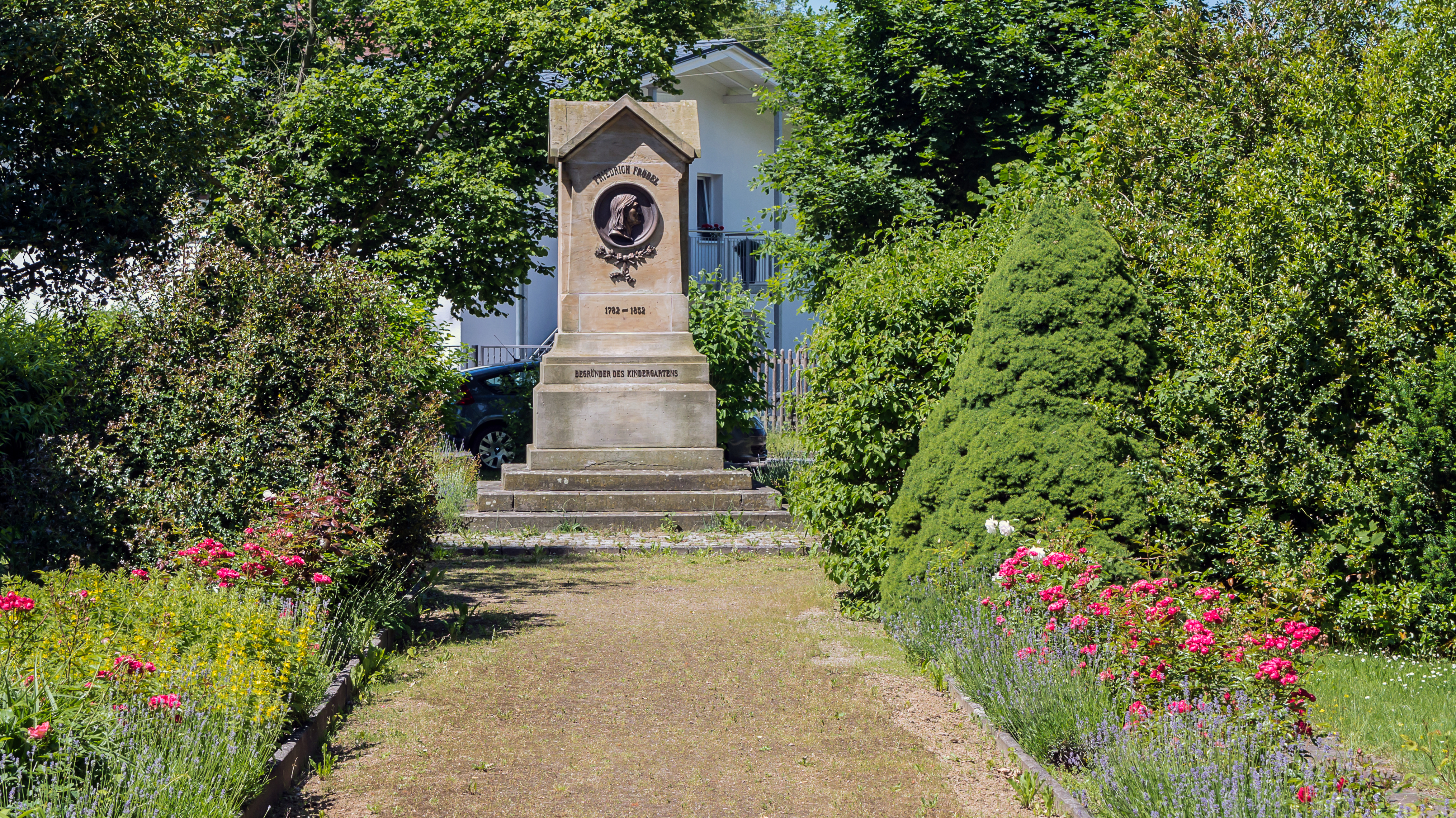
Monument a Fröbel a Blankenburg

El 1839 moria la seva esposa Guillermina que havia estat sempre estretament compromesa amb l'obra educativa de Fröbel. Aquell any mateix iniciaria a l'institut de Blankenburg el primer curs d'especialització d'educadores infantils.
Una situació és innovadora en oferir un nou camp de treball a les dones. Un fet que obria un nou horitzó a Europa. És en aquesta època que Fröbel es dedicarà de ple a l'educació de la primera infància i, per extensió, a la pedagogia familiar. La teoria de jocs que va desenvolupar i el material didàctic que creà és pensat i destinat a l'àmbit familiar. El 1839 obre un centre de formació de guies per a nens, els quals són definits com a homes a l'inici. En aquesta institució, mares o mainaderes venen a aprendre l'objectiu i funcionament del material de joc. El primer Kindergarten (Allgemeine Deutsche Kindergarten) s'inaugurà el 28 de juny de 1840 a Bad Blankenburg. en el marc d'un seguit de conferències, publicacions i cursos per a les mestres d'escoles per a la primera infància.
De ser un espai de promoció del joc, els Jardins d'Infants es converteixen en un lloc acollidor per als més menuts durant unes hores al dia. On el joc està organitzat sistemàticament per educadores preparades per aquesta missió durant sis mesos en un curs que Fröbel coordinà el 1842.
VII. 1845 - 1852 Expansió i prohibició del Kindergarten
La idea i la creació de jardins d'infants s'expandirà ajudades pels viatges de difusió que Fröbel realitzarà entre 1845 i 1849. El 1849 Fröbel inaugurà un institut a Bad Liebenstein. Comptà amb la participació de Lluïsa Levin, que esdevindria dos anys després la seva segona esposa i de la baronessa Marenholtz-Bülow, que assistí a aquest institut en qualitat d'alumna i que, posteriorment, fou una molt activa difusora de l'obra educativa de Fröbel.
Tot i que a Alemanya la reacció conservadora a la fracassada revolució de 1848 frenarà notablement aquest impuls. Situació que arribarà a la prohibició i clausura dels Kindergarten per part del govern de Prússia entre 1851 i 1860 que hi veia en ells idees socialistes i atees. En canvi, l'expansió del Jardí d'Infants serà notable a Suïssa i en altres països.
Friedrich Fröbel morí l'estiu de 1852.

## Aportacions pedagògiques

### Fröbel, pedagog del Romanticisme.L'educació de l'home
Fröbel traduí pedagògicament el crit de llibertat del romanticisme. Fonamentalment, la seva doctrina pedagògica és aplegada en la seva gran obra teòrica L'educació de l'home. Un llibre que tingué una gran ressonància social i que seria millor traduir-ne el títol com L'educació de la humanitat. (Die Menschenerziehung).
Primer de tot Fröbel s'adreça a comprendre de l'infant, a entendre la seva naturalesa i el seu desenvolupament a partir del nucli central de la seva personalitat.
Defensà l'observació i anàlisi dels infants com a guia de tota educació. Així responia a la pregunta de com encaminar els infants: «Mireu i observeu només, el nen mateix us ensenyarà»
Afirmava que en una bona educació la necessitat ha de portar a la llibertat; la llei a la primera determinació, la coacció a la voluntat lliure i l'odi exterior a l'amor interior. Una educació basada en l'afecte i el respecte vers els infants garantirà el seu "desenvolupament posterior», el progrés segur i constant de l'espècie humana, i a través de la vida de l'home en llibertat i autonomia, que és la finalitat i l'aspiració de tota educació i de tota vida, i també l'únic destí de l'home.»
L'educació de l'home aplega la concepció educativa de Fröbel, però també és una teoria del desenvolupament i de l'aprenentatge humà. Així mateix, conté orientacions didàctiques. Mostra la connexió entre educació i ciència i el procés d'adquisició per part de la persona de la consciència de si mateixa. Elaborada sobre la relació entre l'exterior i l'interior que obliga a una "necessària unificació en la vida».
Són assenyalats els punts forts de l'individu i com l'aprenentatge i l'educació ha d'ajudar l'infant a prendre consciència de si mateix en la mesura que aprèn a entendre els objectes externs. L'educació ha de seguir el moviment profund de l'existència, que és viure en llibertat, diversitat i unitat. La motivació per aprendre es troba al cor de l'home, i el treball ha d'anar sempre des de l'exterior cap a l'interior.
Cerca Fröbel oferir un model a partir del qual els educadors puguin entendre com l'infant viu un moviment natural d'expansió des del seu centre. Des de l'observació dels infants, Fröbel ens mostra com el seu desenvolupament no té lloc de manera lineal, sinó que s'obre en totes les direccions al mateix temps en un joc d'equilibri de forces en tensió. Les forces en qüestió són aquelles que corresponen a les forces intel·lectuals (el cap), a forces morals (el cor) i forces tècniques (la mà).
La pedagogia de Fröbel anticipà moltes de les observacions futures de la psicologia evolutiva mostrant que l'estadi més important de l'educació són les primeres etapes de la vida. La seva recerca i profund coneixement de la infància el feu adonar que és l'educador qui s'ha d'adaptar al nen… Assenyalant la importància de l'activitat i la llibertat en l'educació. Mostrant que l'escola, que ha de ser el més semblant a la vida, té una funció social a més de la funció individual.

### El joc
Una de les idees claus i nuclears del pensament de Fröbel és el valor del joc per a l'educació. Fins llavors el joc sols s'havia valorat educativament associat a l'esforç. La seva concepció del joc és una de les aportacions més decisives de Fröbel a la història de l'educació. Amb Fröbel per primera vegada el joc és elevat a principi fonamental de l'escola, ja que és percebut com l'activitat pròpia i característica de la infància. El joc és la mateixa naturalesa infantil feta acte.
El joc és presentat com l'activitat simbòlica per excel·lència, que uneix l'exterior amb l'interior de l'infant. Fröebel l'anomena «el mirall de la vida», el lloc de la realització de la llibertat en llibertat. Tal com l'infant juga ara, talment és com viurà més tard.
Per a Fröbel la importància educativa del joc rau en les interaccions entre l'infant i el seu entorn i entre el nen i les persones que juguen amb ell. El joc és per a mestres, mares i pares és una útil manera d'entendre l'infant. També és per l'infant una forma d'autoconeixement, per saber sobre «el seu món interior» és a dir, les seves tendències, els seus punts forts, els seus desitjos o les seves disposicions. Però, també, per conèixer el món exterior, què hi ha al davant. A través del joc el nen s'insereix en el món exterior i obté mitjans per traduir el seu món intern. Fróbel veu el joc com l'expressió més profunda de l'existència humana. És al joc que la vida és manifesta en llibertat

### Els dons. Una proposta pràctica

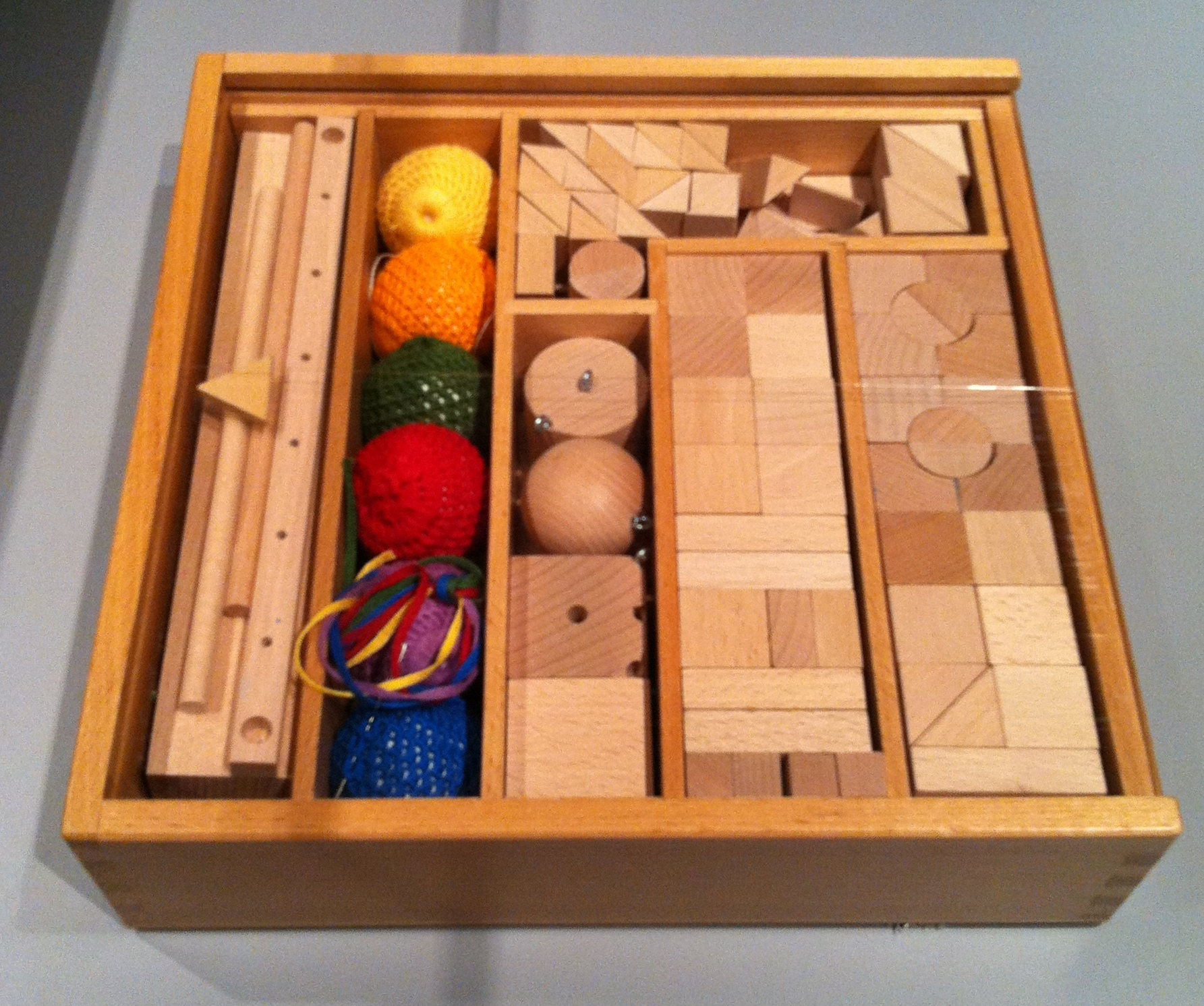
Una versió dels "dons" de Fröbel exhibida al Disseny Hub Barcelona DHUB

Un aspecte importat de la pedagogia de Fröbel és que no restà, com la majoria dels pedagogs coetanis, circumscrit al pla teòric sobre què ha de ser l'educació i elaborà una proposta didàctica coherent. Basada en la seva concepció del joc i fidel a la manifestació de la naturalesa, ideà els dons o regals per ser oferts als infants. Donats en el moment oportú havien de ser elements desvetlladors de la intel·ligència que tot infant posseeix. Aquesta material fou l'avenç més interessant de la pedagogia de la infància fins a les propostes de Montessori i Decroly ja al segle xx.
Una descripció detallada d'aquests jocs didàctics es pot trobar a aquesta mateixa Viquipèdia a la pàgina Regals Froebel.
Fröbel amb els dons i altres aportacions didàctiques seves posà ja en valor els exercicis motors, de lateralitat, situació a l'espai i d'altres aspectes que formen part des del segle XX del quefer de l'educació de les primeres etapes de la vida.

### El Kindergarten o Jardí d'Infants
La creació del Kindergarten fou una de les contribucions més rellevants i conegudes de Fröbel al camp de la pedagogia. El seu nom era una romàntica metàfora per indicar la cura que cal tenir, com en un jardí, per fer créixer el cos i l'esperit dels infants. Fröbel creu que si el Jardí d'Infants aplega a tots els nens de cada poble serà un potent element de regeneració humana i social.
El pedagog alemany en dissenyar el Kindergarten a Blankenburg en 1819, no sols pretenia modernitzar l'educació sinó, també a través d'ell, reformar l'estructura de la família i les pràctiques tradicionals de criar els fills. No oblidem que un dels fonaments del moviment de reforma de l'educació de la primera infància era el lligam entre l'esfera pública i la privada i entre l'individu i la societat. Frobel indica que l'essència del Jardí d'Infants és "que el nen sigui comprès com a membre d'una globalitat».
L'àmbit l'essencial dels Jardins d'infants és l'activitat infantil que es manifesta a través del joc lluny de tota rigidesa. Els tres elements essencials de l'activitat del Jardí d'Infants són: els dons i les ocupacions, la jardineria i la cura dels animals i els jocs i el cant.
Es tracta que durant els sis anys al Jardí d'Infants, el nen visqui en una extensió de la vida familiar però sumant-hi la vida en comú. És, a més a més un poderós instrument de moralització i satisfà una de les més pregones necessitats de la societat: preparar per a la vida en comú, iniciar a la sociabilitat, i impulsar i exemplar una vida activa.

## Recepció de la pedagogia de Fröbel
La recepció i influx de les propostes educatives de Fröbel a casa nostra obeeixen a demandes en el camp educatiu però també en l'àmbit social i polític. Després de la mort de Ferran VII, el retorn dels exiliats polítics que han conegut altres realitats socials va obrir una nova visió i atenció vers l'educació al parvulari. Com és el cas del metge i pedagog lleonès Pablo Montesino o del català i també metge Pere Felip Monlau.
Les idees educatives de Fröbel ja eren conegudes a Catalunya en iniciar-se la segona meitat del segle xix com testimonia Pedro de Alcántara García Navarro professor de l'Escola Normal de Magisteri barcelonina i un dels més actius difusors de l'obra educativa fröbeliana de la seva època.
El director de l'Escola Model de Pàrvuls de Barcelona Julián López Catalán també fou un dels divulgadors de la pedagogia de Fröbel a Catalunya conjuntament amb Agustí Rius i Borrell. Aquest darrer, un mestre vinculat amb el moviment de la Renaixença, havia traduït el 1866 l'obra de J. M. Baudouin La enseñanza primaria y especial en Alemania on es ressenya els jardins d'infants.
López Catalán en la seva extensa obra El arte de educar, igual que fa Baudouin descriu el mètode fröbelià i especialment els seus exercicis més com a simples treballs manuals que no pas des de la possibilitat que comporten d'una profunda formació per als infants del parvulari. Lluny de presentar la seva fonamentació proposen una utilització mecanicista dels «dons». Un fet lligat a què el parvulista de Barcelona es posicionà rotundament en contra de Rousseau com a inspirador de Fröbel i de les propostes naturalistes de Johann Heinrich Pestalozzi i Robert Owen. L'esmentat professor García Navarro feia notar que malgrat que López Catalán per una part "ha reducido a límites muy estrechos» l'àmplia proposta educativa de Fröbel, per altra banda, ha contribuït a fer conèixer els «dons» entre els mestres.
Les argumentacions de López Catalán en contra dels plantejaments de Fröbel sobre l'educació infantil són significatives dels posicionaments polítics conservadors. Els quals veuen el mètode de Fröbel com d'arrel anticatòlica, ja que afirmava que el nen és naturalment bo i considerava l'educació com el desenvolupament natural de l'ésser racional tot fomentant i respectant sempre la llibertat del nen. Igualment, subscriu aquesta visió negativa bona part de la jerarquia eclesiàstica. Un bon exemple de la qual és la reflexió que adreçà als mestres valencians l'arquebisbe Vitoriano Guisasola, el 1913. També la pedagogia de Fröbel i els seus jardins d'infància eren titllats d'estrangerismes que no s'avenien amb la societat espanyola. Un antifröbelisme del qual participava la majoria dels parvulistes.
En aquesta situació la proposta de Fröbel va ser més un element dinamitzador que va operant un canvi de mentalitat que no pas una realitat amb cert abast real durant el segle xix. Tot i que hi ha excepcions com ara la Institució Mallorquina d'Ensenyament, on des de 1883 per primera vegada a les Illes Balears s'aplicà l'activisme, la pedagogia del joc i la natura com a mitjà formatiu, per la qual cosa es donà a conèixer teòricament i pràcticament Fröbel a Mallorca. L'experiència fou breu per la forta oposició que despertà aquest centre educatiu entre rellevants grups socials.
A partir de 1873 es desvetllà a Espanya un gran interès per la pedagogia de Fröbel entre els sectors que impulsen la renovació educativa. Fet que es plasma el 1876 en la creació d'una càtedra sobre l'ensenyament de pàrvuls pel procediment de Fröbel en les dues Escoles Normals Centrals de Madrid.
Probablement, el parvulari més netament fröbelià va ser el creat, el 1905, al Col·legi Mont d'Or, una de primeres escoles noves sorgides a Catalunya. Dirigit per Joan Palau i Vera era adreçat a la formació dels fills i filles de la burgesia. El seu Kindergarten, basat en la pedagogia i la didàctica de Fröbel seria determinant per al replantejament de l'educació infantil a Catalunya fins a la introducció del mètode Montessori. El 1930 l'editorial Labor publicava la traducció de la monografia sobre Fröbel de Johannes Prüfer.
La introducció de la pedagogia Montessori farà disminuir la presència dels plantejaments teòrics i didàctics de Fröbel en l'educació de la primera infància a les terres de parla catalana. Tot i això, la continuïtat i utilitat del mètode de Fröbel es fan paleses en el fet que continuen oferint-se material fröbelià als catàlegs comercials durant la Generalitat republicana. Especialment els «dons" amb les ampliacions aportades pels seus deixebles.
Sota la dictadura franquista, a partir dels anys cinquanta, Catalunya comença a experimentar una certa recuperació econòmica i industrial que, entre altres canvis, comportà que dins la classe mitjana la dona també s'incorpori al món laboral. Fet que demandà la creació de llars d'infants i parvularis. Per a formar els educadors que es necessitaven el 1956 va néixer una de les institucions pioneres de la renovació pedagògica catalana sota el franquisme: L'Escola de Jardineres Educadors de CICF. Nom que era tot un homenatge a la nova visió que sobre la infància i la seva educació havia aportat Fröbel i el seu Kindergarten.
El 1989 es publicava l'edició catalana de L'educació de l'home i El Jardí d'Infants, amb un estudi introductori de Marta Mata i Pepa Òdena.

## Obres
- An unser deutsches Volk (Al nostre poble alemany). Erfurt, en 1820.
- L'Educació de l'home i el Jardí d'Infants. Vic: Eumo i Diputació de Barcelona, 1989,
- Mutter- und Koselieder (Cançons per a les mares i per als nens). Berlín. Enslin, 1866.
- Autobiographie und kleinere Schriften (Autobiografia i opúscles). Enslin, 1862. Editat per W. Lange.